# Eurytoma herbertonensis
Eurytoma herbertonensis is een vliesvleugelig insect uit de familie Eurytomidae. De wetenschappelijke naam is voor het eerst geldig gepubliceerd in 1935 door Girault.